# Jefferson Airplane
Jefferson Airplane foi uma banda de rock americana formada em São Francisco, Califórnia, em 1965. Uma das bandas pioneiras do rock psicodélico, o grupo definiu o som de São Francisco e foi o primeiro da Bay Area a alcançar sucesso comercial internacional. Eles foram as atrações principais do Monterey Pop Festival (1967), Woodstock (1969), Altamont Free Concert (1969) e o primeiro Isle of Wight Festival (1968) na Inglaterra. Seu álbum de estreia de 1967, Surrealistic Pillow, foi uma das gravações mais significativas do Summer of Love. Duas músicas desse álbum, "Somebody to Love" e "White Rabbit", estão entre as "500 Maiores Músicas de Todos os Tempos" da Rolling Stone.
A formação do Jefferson Airplane de outubro de 1966 a fevereiro de 1970, composta por Marty Balin (vocal), Paul Kantner (guitarra, vocal), Grace Slick (vocal, teclado), Jorma Kaukonen (guitarra solo, vocal), Jack Casady (baixo) e Spencer Dryden (bateria), foi introduzida no Rock and Roll Hall of Fame em 1996. Balin deixou a banda em 1971. Depois de 1972, o Jefferson Airplane efetivamente se dividiu em dois grupos. Kaukonen e Casady se mudaram em tempo integral para sua própria banda, Hot Tuna. Slick, Kantner e os membros restantes do Jefferson Airplane recrutaram novos membros e se reagruparam como Jefferson Starship em 1974, com Balin eventualmente se juntando a eles. O Jefferson Airplane recebeu um Grammy Lifetime Achievement Award em 2016.

## História

### 1965–1966: Formação e desenvolvimento inicial
Em 1962, Marty Balin, de 20 anos, gravou dois singles para a Challenge Records, nenhum dos quais obteve sucesso. Ele então tocou em um quarteto folk, o Town Criers, de abril de 1963 a junho de 1964. Com a Invasão Britânica liderada pelos Beatles, Balin foi inspirado pelo gênero folk rock emergente para formar um grupo em março de 1965 que seguiria esse exemplo, além de abrir uma boate para eles se apresentarem. Com um grupo de investidores, ele comprou uma antiga pizzaria na Fillmore Street em São Francisco e a converteu em um clube chamado Matrix. Enquanto isso, ele procurou músicos com ideias semelhantes para formar seu grupo.
Balin conheceu o colega guitarrista e cantor folk Paul Kantner durante uma festa em outro clube local, o Drinking Gourd, e convidou Kantner para se juntar a ele na formação de uma banda. Um nativo de São Francisco, Kantner começou a se apresentar no circuito folk da Bay Area no início dos anos 1960, ao lado dos colegas folkies Jerry Garcia e David Crosby. Ele citou grupos folk como o The Kingston TrioKingston Trio e os Weavers como fortes influências iniciais. Ele se mudou brevemente para Los Angeles em 1964 para trabalhar em uma dupla folk com o futuro membro do Airplane/Starship David Freiberg (que posteriormente se juntou ao Quicksilver Messenger Service).
Balin e Kantner então recrutaram outros músicos para formar a banda da casa no Matrix. Eles contrataram o baixista acústico de bluegrass Bob Harvey e o ex-baterista da Marine Band Jerry Peloquin. Tanto Kantner quanto Balin queriam que o grupo tivesse uma cantora. Depois de ouvir a vocalista Signe Toly Anderson no Drinking Gourd, Balin a convidou para ser a co-vocalista do grupo. Anderson cantou com a banda por um ano e se apresentou em seu primeiro álbum antes de partir em outubro de 1966 após o nascimento de seu primeiro filho.
Eles ainda precisavam de um guitarrista principal. Kantner recrutou um velho amigo, o guitarrista de blues Jorma Kaukonen, que fez o teste para o grupo e se juntou a eles em junho, completando a formação original. Originalmente de Washington, DC, Kaukonen mudou-se para a Califórnia no início dos anos 1960 e conheceu Kantner na Universidade de Santa Clara em 1962. Kaukonen foi convidado para tocar com a nova banda e, embora inicialmente relutante em se juntar, ele foi conquistado depois de tocar sua guitarra através de um dispositivo de delay de fita que fazia parte do sistema de som usado por Ken Kesey para suas festas Acid Test.
Kaukonen criou o nome da banda "Jefferson Airplane". Foi baseado no apelido "Blind Thomas Jefferson] Airplane", que foi dado a Kaukonen por seu amigo Richmond "Steve" Talbot, inspirado no nome de uma das influências de Kaukonen, o bluesman Blind Lemon Jefferson. De acordo com Kaukonen, "A banda estava criando todos esses nomes realmente estúpidos e eu disse: 'Se você quer algo realmente bobo, experimente Jefferson Airplane.'"
Em uma loja de música perto da Matrix, Peloquin encontrou Matthew Katz, um empresário musical que estava procurando uma banda para trabalhar. Katz havia se oferecido anteriormente para gerenciar os Town Criers, o grupo anterior de Balin, mas foi recusado devido a desentendimentos sobre seus termos. Peloquin reintroduziu Katz a Balin, que estava tentando encontrar um empresário para o Jefferson Airplane. Katz seduziu a banda mencionando que tinha acesso a uma música inédita de Bob Dylan, "Lay Down Your Weary Tune", e eles o nomearam como seu empresário, embora não tenham assinado oficialmente um contrato com Katz até dezembro de 1965.

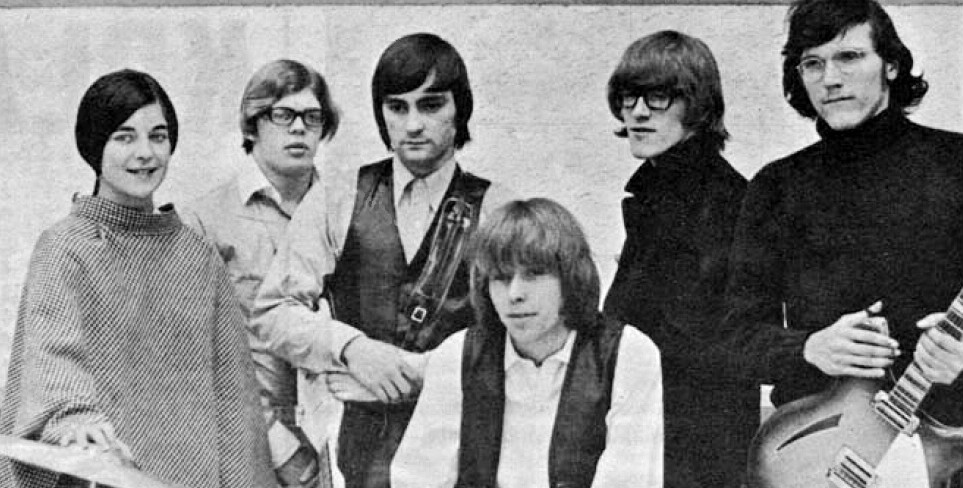
Jefferson Airplane no início de 1966. Da esquerda para a direita: Anderson, Casady, Balin, Spence, Kantner e Kaukonen.

Após ensaiar durante todo o verão, o grupo fez sua primeira aparição pública como Jefferson Airplane na noite de abertura de Matrix em 13 de agosto de 1965. A banda expandiu suas raízes folk, inspirando-se nos Beatles, Byrds e Lovin' Spoonful, e gradualmente desenvolveu um som elétrico mais pop. Mais tarde naquele mês, John L. Wasserman do San Francisco Chronicle elogiou a "abordagem e estilo musical" da banda - observando sua mistura de folk, blues e rock and roll - e comentou: "Embora haja apenas indícios neste momento, é inteiramente possível que esta seja a nova direção da música pop contemporânea."
Algumas semanas depois que o grupo começou a se apresentar, Peloquin saiu por causa de conflitos com seus companheiros de banda, em parte por causa de seu desdém pelo uso de drogas. Embora não fosse baterista, o cantor e guitarrista Skip Spence (que mais tarde cofundou o Moby Grape) foi convidado para substituir Peloquin. Spence se adaptou rapidamente e fez sua estreia no Matrix em setembro. Em outubro de 1965, depois que os outros membros decidiram que o baixo de Bob Harvey não estava à altura, ele foi substituído pelo guitarrista e baixista Jack Casady, um velho amigo de Kaukonen de Washington, D.C.. Casady fez seu primeiro show com o Airplane em 30 de outubro no Harmon Gym da Universidade da Califórnia, Berkeley.
As habilidades de performance do grupo melhoraram rapidamente e eles logo ganharam um grande número de seguidores em São Francisco e arredores, auxiliados pelas críticas do jornalista musical Ralph J. Gleason, crítico de jazz do San Francisco Chronicle. Depois de vê-los no Matrix, Gleason escreveu na edição de 13 de setembro de sua coluna "On the Town" que a banda, ainda sem um contrato com uma gravadora, "obviamente gravaria para alguém" eventualmente. O apoio de Gleason aumentou consideravelmente o perfil da banda e, em três meses, Katz estava recebendo ofertas de gravadoras, embora eles ainda não tivessem se apresentado fora da área da baía de São Francisco.

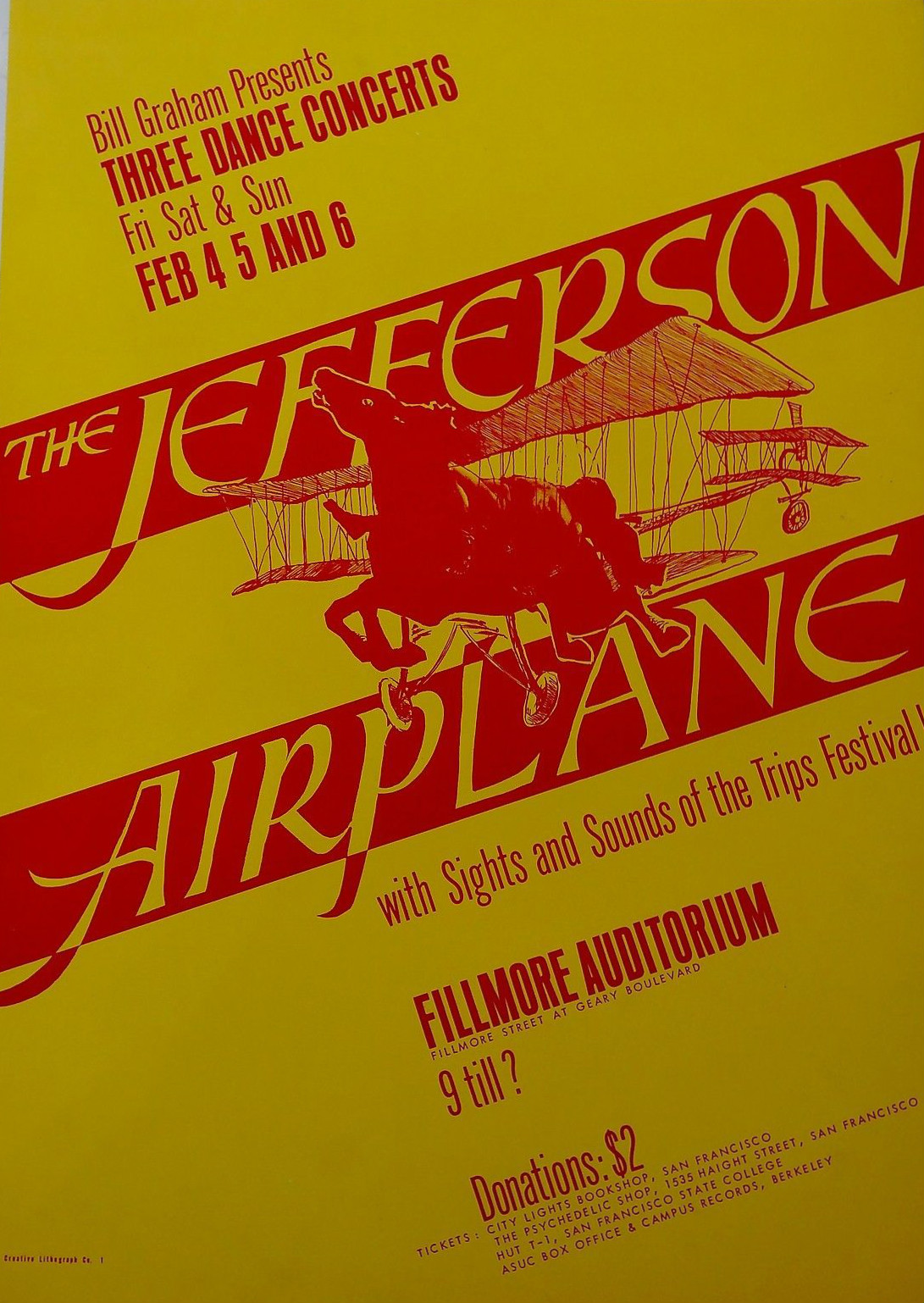
Cartaz do Jefferson Airplane Fillmore, fevereiro de 1966. Este foi o primeiro concerto não beneficente realizado no local.

Dois importantes primeiros concertos com o Airplane foram realizados no final de 1965. O primeiro foi o baile histórico no Longshoremen's Hall em São Francisco em 16 de outubro de 1965, o primeiro de muitos "acontecimentos" na Bay Area, onde Gleason os viu se apresentar pela primeira vez. Neste concerto, eles foram apoiados por um grupo folk-rock local, o Great Society, que tinha Grace Slick como vocalista principal, e foi aqui que Kantner conheceu Slick pela primeira vez. Algumas semanas depois, em 6 de novembro, eles apareceram em um concerto beneficente para o San Francisco Mime Troupe, a primeira de muitas promoções do empresário em ascensão da Bay Area, Bill Graham, que mais tarde se tornou o empresário da banda.
No final de 1965, Jefferson Airplane, sob a gestão de Katz, recusou ofertas de gravação da Capitol, Valiant, Fantasy, Elektra e London. Em novembro de 1965, Jefferson Airplane assinou um contrato de gravação com a RCA Victor, que incluía um então inédito adiantamento de US$ 25.000 (equivalente a US$ 249.000 em 2024). Antes disso, eles gravaram uma demo para a Columbia Records de "The Other Side Of This Life" com Harvey no baixo, que foi imediatamente rejeitada pela gravadora. Em 10 de dezembro de 1965, o Airplane tocou no primeiro show promovido por Bill Graham no Fillmore Auditorium, apoiado pela Great Society e outros. O Airplane também apareceu em vários shows de Family Dog promovidos por Chet Helms no Avalon Ballroom.

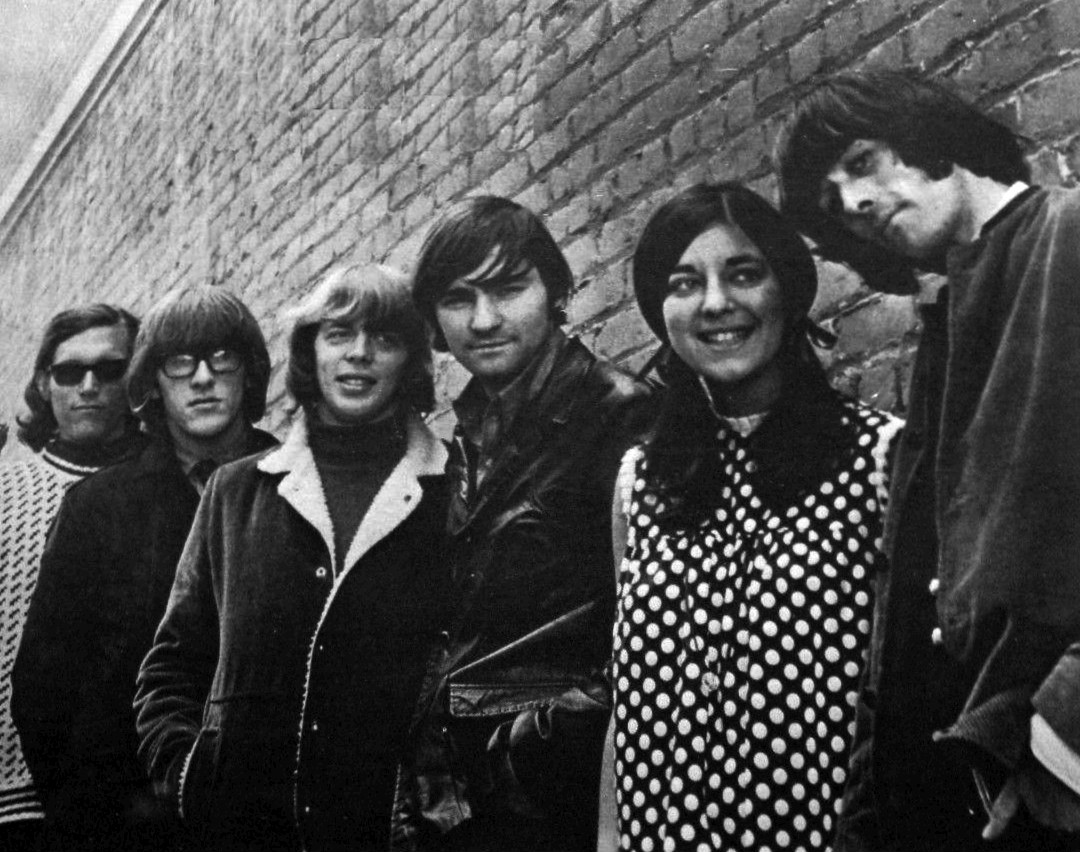
O grupo em meados de 1966 depois que Spencer Dryden substituiu Skip Spence na bateria.

O primeiro single do grupo foi "It's No Secret" de Balin (uma música que ele escreveu com Otis Redding em mente); o lado B foi "Runnin' Round This World", a música que levou ao primeiro conflito da banda com a RCA Victor sobre a letra "As noites que passei com você foram viagens fantásticas". Depois que seu LP de estreia foi concluído em março de 1966, Skip Spence saiu da banda e foi eventualmente substituído por Spencer Dryden, que fez seu primeiro show com o Airplane no Berkeley Folk Festival em 4 de julho de 1966. Dryden já havia tocado com um grupo de Los Angeles chamado Ashes, que mais tarde se tornou o Peanut Butter Conspiracy.
O empresário original Katz foi demitido em agosto, dando início a uma longa batalha legal que continuou até 1987, e o amigo e colega de quarto de Balin, Bill Thompson, foi nomeado empresário de estrada e empresário temporário da banda. Foi Thompson, um amigo e fervoroso apoiador da banda e ex-funcionário do Chronicle, que convenceu os críticos Ralph Gleason e John Wasserman a ver a banda no Matrix. Graças à influência de Gleason, Thompson conseguiu contratar o grupo para apresentações no Monterey Jazz Festival.
O LP de estreia do grupo, Jefferson Airplane Takes Off, foi lançado em 15 de agosto de 1966. O álbum foi dominado por Balin, que forneceu a maioria dos vocais principais e teve uma mão na escrita de todo o material original, incluindo "It's No Secret" e "Come Up the Years". Ele também continha covers de "Tobacco Road", "Let's Get Together" de Dino Valente e "Chauffeur Blues", que se tornou uma música característica de Anderson. A RCA Victor inicialmente pressionou apenas 15.000 cópias, mas vendeu mais de 10.000 somente em São Francisco, levando a gravadora a reimprimi-lo. Para a reimpressão, a empresa excluiu "Runnin' Round This World" (que havia aparecido nas primeiras prensagens mono), porque os executivos se opuseram à palavra "trip" na letra. Por razões semelhantes, a RCA Victor substituiu versões alteradas de duas outras faixas: "Let Me In", alterando o verso "I gotta get in/you know where" para "you shut your door/now it ain't fair". Na mesma música, eles também trocaram a letra "Don't tell me you want money" para "Don't tell me it ain't funny". "Run Around" também foi editada, alterando o verso "flowers that sway as you lay under me" para "flowers that sway as you stay here by me". As prensagens originais do LP com "Runnin' 'Round This World" e as versões sem censura de "Let Me In" e "Run Around" são itens de colecionador.
Signe Anderson deu à luz sua filha em maio de 1966, e em outubro anunciou sua saída da banda. Sua última apresentação com o Airplane ocorreu no Fillmore em 15 de outubro de 1966. Uma gravação da apresentação, subintitulada Signe's Farewell, foi lançada em 2010.

### 1966–1967: Avanço comercial

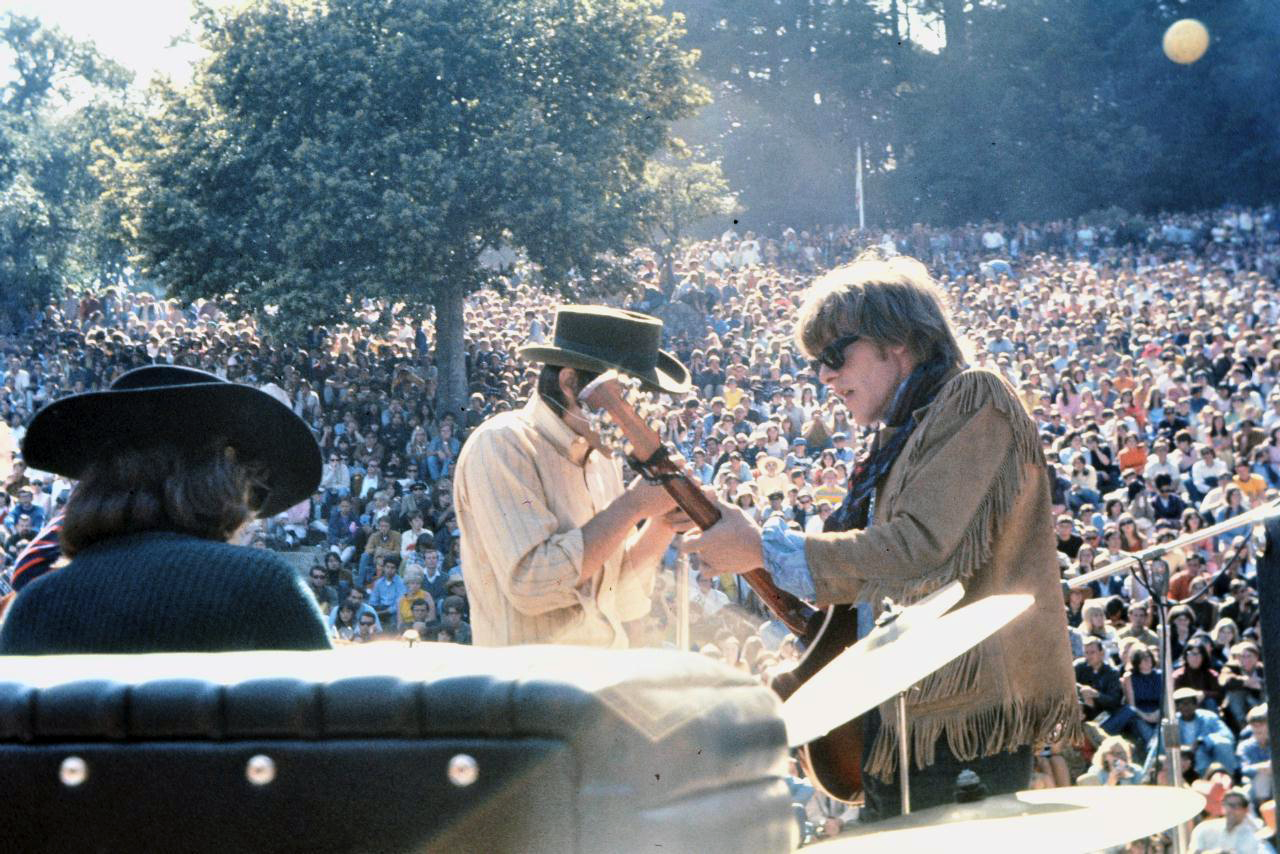
Jefferson Airplane se apresentando em junho de 1967 no Fantasy Fair and Magic Mountain Music Festival

Na noite seguinte, a sucessora de Anderson, Grace Slick, fez sua primeira aparição. Slick tinha visto o Airplane no Matrix em 1965, e seu grupo anterior, a Great Society, frequentemente os apoiava em shows.
O recrutamento de Slick provou ser fundamental para o sucesso comercial do Airplane - ela possuía uma voz de contralto poderosa e flexível que complementava a de Balin e era bem adequada à música psicodélica amplificada do grupo. Ex-modelo, sua boa aparência e presença de palco aumentaram muito o impacto ao vivo do grupo. "White Rabbit" foi escrita por Slick enquanto ela ainda estava com a The Great Society. O primeiro álbum que ela gravou com o Jefferson Airplane foi Surrealistic Pillow, seu álbum de estreia de 1967. Slick forneceu duas músicas de seu grupo anterior: sua própria "White Rabbit" e "Somebody to Love", escrita por seu cunhado Darby Slick. Ambas as músicas se tornaram sucessos de destaque para o Jefferson Airplane e desde então têm sido associadas a essa banda.
A Great Society gravou uma versão inicial de "Somebody to Love" (sob o título "Someone to Love") como lado B de seu único single, "Free Advice", produzido por Sylvester Stewart (que logo se tornaria famoso como Sly Stone). Segundo relatos, foram necessárias mais de 50 tomadas para obter uma interpretação satisfatória. A Great Society se separou no final de 1966 e fez seu último show em 11 de setembro. Logo depois, Slick foi convidada por Casady (cuja musicalidade foi uma grande influência em sua decisão) para se juntar ao Jefferson Airplane, e seu contrato com a Great Society foi rescindido por US$ 750.
Em dezembro de 1966, Jefferson Airplane foi destaque em um artigo da Newsweek sobre a crescente cena musical de São Francisco, um dos primeiros de uma série de reportagens semelhantes na mídia que provocaram um grande afluxo de jovens para a cidade e contribuíram para a comercialização da cultura hippie.

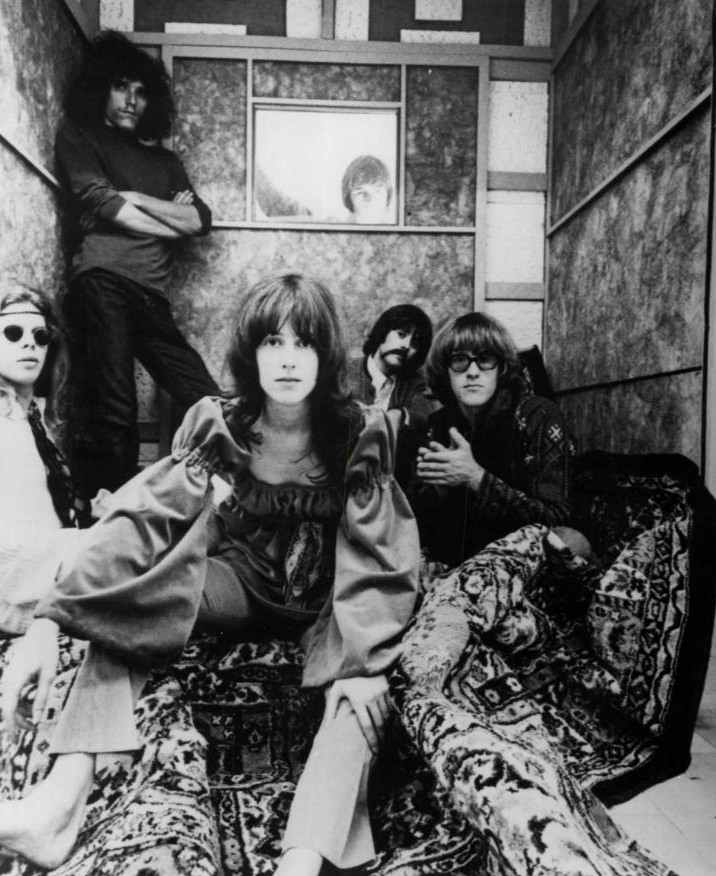
Foto publicitária do Jefferson Airplane, 1967. Da esquerda para a direita: Jack Casady, Jorma Kaukonen, Marty Balin (visto na moldura da janela), Spencer Dryden, Paul Kantner, Grace Slick.

Por volta do início de 1967, Bill Graham assumiu o cargo de empresário no lugar de Thompson. Em janeiro, o grupo fez sua primeira visita à Costa Leste. Em 14 de janeiro, juntamente com o Grateful Dead e o Quicksilver Messenger Service, o Jefferson Airplane foi a atração principal do "Human Be-In", o famoso "happening" que durava o dia todo no Golden Gate Park, um dos principais eventos que antecederam o "Summer of Love".
Durante este período, a banda ganhou seu primeiro reconhecimento internacional quando o astro pop britânico em ascensão Donovan, que os viu durante sua passagem pela Costa Oeste dos Estados Unidos no início de 1966, mencionou o Airplane em sua canção "The Fat Angel", que posteriormente apareceu em seu LP Sunshine Superman.
O segundo LP do grupo, Surrealistic Pillow, gravado em Los Angeles com o produtor Rick Jarrard em 13 dias a um custo de US$ 8.000, lançou o Airplane à fama internacional. Lançado em fevereiro de 1967, o LP entrou na parada de álbuns da Billboard 200 em 25 de março e permaneceu lá por mais de um ano, chegando ao número 3. Vendeu mais de um milhão de cópias e foi premiado com um disco de ouro. O nome "Surrealistic Pillow" foi sugerido pelo produtor informal do álbum, Jerry Garcia, quando ele mencionou que, como um todo, o álbum soava "tão surrealista quanto um travesseiro é macio". Embora a RCA não tenha reconhecido as contribuições de Garcia para o álbum com um crédito de produção, ele é listado nos créditos do álbum como "conselheiro espiritual".
Além das duas faixas mais conhecidas do grupo, "White Rabbit" e "Somebody to Love", o álbum incluía "My Best Friend", do ex-baterista Skip Spence, as canções de blues-rock de Balin, "Plastic Fantastic Lover" e "3/5 of a Mile in 10 Seconds", e a balada atmosférica de Balin e Kantner, "Today". Uma lembrança de sua encarnação folk anterior foi a obra-prima de Kaukonen no violão acústico solo, "Embryonic Journey" (sua primeira composição), que fez referência a mestres contemporâneos do violão acústico, como John Fahey, e ajudou a estabelecer o gênero popular exemplificado pelo violonista Leo Kottke.[carece de fontes?]
O primeiro single do álbum, "My Best Friend", não conseguiu entrar nas paradas, mas os dois seguintes impulsionaram o grupo à proeminência. Tanto "Somebody to Love" quanto "White Rabbit" se tornaram grandes sucessos nos Estados Unidos, com o primeiro alcançando a quinta posição e o último a oitava na parada de singles da Billboard. No final de 1967, o Airplane era uma estrela nacional e internacional e havia se tornado um dos grupos mais populares da América. A biógrafa de Grace Slick, Barbara Rowes, chamou o álbum de "uma declaração de independência do establishment [-] O que o Airplane originou foi um romantismo para a era eletrônica. Ao contrário das harmonias altamente homogeneizadas dos Beach Boys, o Airplane nunca se esforçou para sintetizar suas sensibilidades divergentes. Em [-] cada música, permanecem traços dos estilos individuais dos músicos [criando] uma amplitude incomum e uma interação original dentro de cada estrutura".

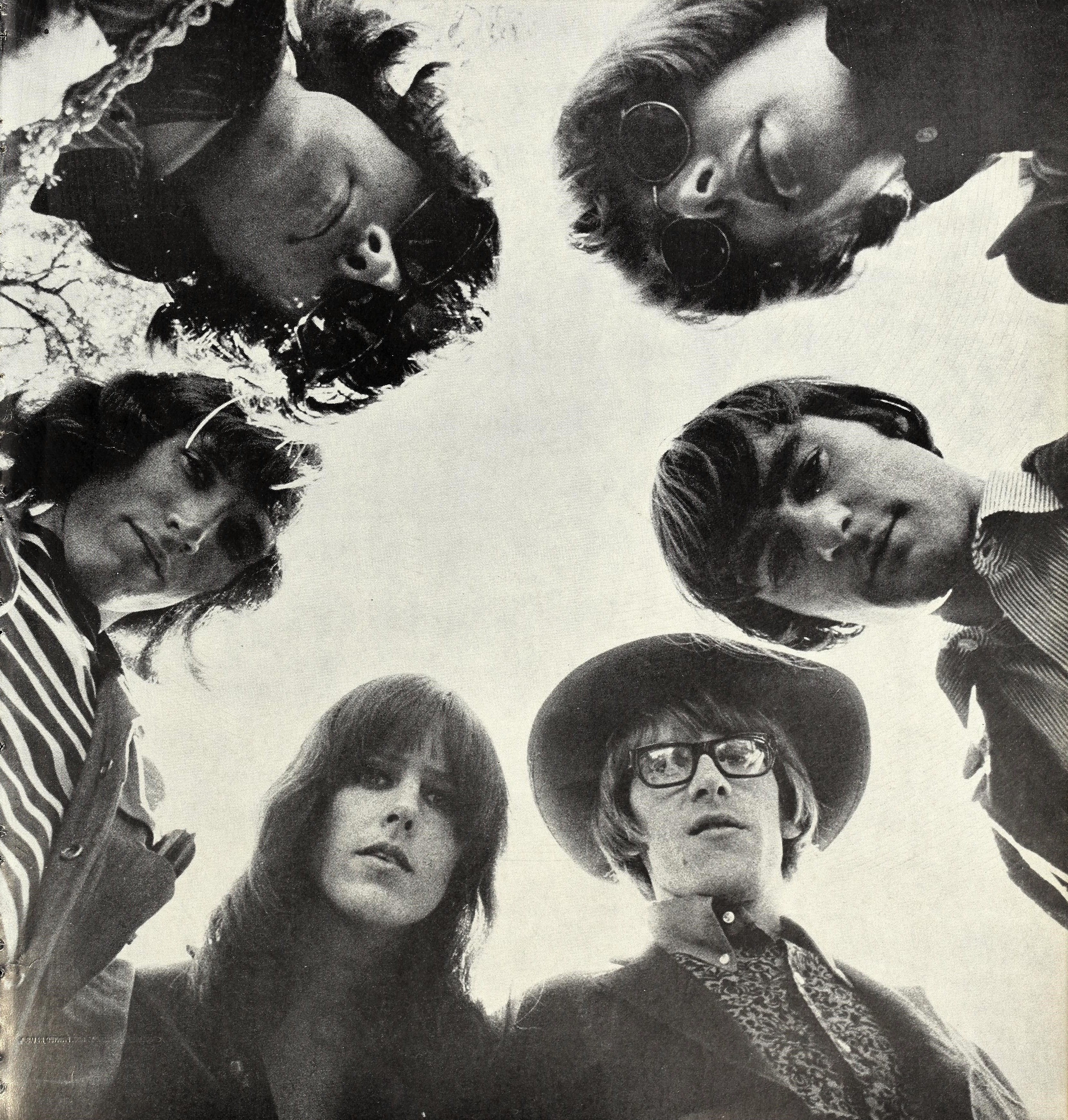
Jefferson Airplane na capa da Cash Box, 29 de julho de 1967. No sentido horário, a partir do canto superior direito: Paul Kantner, Marty Balin, Jack Casady, Grace Slick, Spencer Dryden, Jorma Kaukonen

Esta fase da carreira do Airplane atingiu o auge com sua famosa apresentação no Monterey International Pop Festival em junho de 1967. Monterey apresentou bandas importantes de várias "cenas" musicais importantes, incluindo Nova York, São Francisco, Los Angeles e Reino Unido, e a cobertura resultante na TV e no cinema deu exposição nacional (e internacional) a grupos que antes tinham apenas fama regional. Duas músicas do set do Airplane foram posteriormente incluídas no documentário do evento do D. A. Pennebaker.
Em agosto de 1967, o Airplane se apresentou em Montreal, Quebec, Canadá, em dois shows gratuitos ao ar livre, junto com a banda da Bay Area, Grateful Dead. O primeiro show foi realizado no centro de Montreal, na Place Ville Marie, e o segundo foi no Pavilhão da Juventude da Expo 67.
O Airplane também se beneficiou muito de suas aparições em programas de TV nacionais, como The Tonight Show Starring Johnny Carson, na NBC, e The Ed Sullivan Show, na CBS. A famosa aparição do Airplane no The Smothers Brothers Comedy Hour, interpretando "White Rabbit" e "Somebody to Love", foi gravada em vídeo colorido e complementada por avanços em técnicas de vídeo. A exibição tem sido frequentemente reprisada e é notável por seu uso pioneiro do processo Chroma Key para simular o show de luzes psicodélicas do Airplane.

### 1967–1970: Som mais pesado e improvisação
Após Surrealistic Pillow, a música do grupo passou por uma transformação significativa. O terceiro LP da banda, After Bathing at Baxter's, foi lançado em dezembro de 1967 e eventualmente alcançou o pico nas paradas no número 17. Sua famosa capa, desenhada pelo artista e cartunista Ron Cobb, retrata uma máquina voadora (construída em torno de uma versão idealizada de uma típica casa do distrito de Haight-Ashbury) pairando acima do caos da cultura comercial americana. Gravado ao longo de um período de mais de quatro meses, com pouca contribuição do produtor nominal Al Schmitt, o novo álbum demonstrou o crescente envolvimento do grupo com o rock psicodélico. Embora o LP anterior tenha consistido inteiramente de canções pop de duração padrão, After Bathing at Baxter's foi dominado por longas suítes com várias partes. No entanto, "A Small Package of Value Will Come to You, Shortly" era uma colagem de áudio no estilo música concreta.
After Bathing at Baxter's também marcou a ascensão de Kantner e Slick como os principais compositores da banda e o declínio concomitante da influência e do envolvimento de Balin. Os outros membros, gravitando em direção a um estilo mais agressivo, criticaram abertamente Balin por suas composições voltadas para baladas. Balin também estaria cada vez mais desencantado com as "viagens estelares" e os "egos inflados" gerados pelo estrondoso sucesso comercial da banda.
Em contraste com "White Rabbit" e "Somebody to Love", "The Ballad of You and Me and Pooneil" só alcançou o pico no nº 42 e "Watch Her Ride" estagnou no nº 61. No entanto, ambos os singles alcançaram o Top 40 na revista Cash Box. Nenhum dos singles subsequentes da banda alcançou o Top 40 da Billboard e vários não conseguiram entrar nas paradas. A rádio AM Top 40 ficou cautelosa com um grupo que havia feito sucesso com uma música que continha referências veladas às drogas e cujos singles eram frequentemente considerados muito controversos, então Jefferson Airplane nunca mais desfrutou do tipo de apoio generalizado nas rádios AM que serviu como pré-requisito para os sucessos no top 10.
Em fevereiro de 1968, o empresário Bill Graham foi demitido após Slick dar um ultimato do tipo "ou ele sai ou eu saio". Bill Thompson assumiu como empresário permanente e consolidou a segurança financeira do grupo, estabelecendo a Icebag Corp. para supervisionar os interesses editoriais da banda e comprando uma mansão de 20 cômodos na 2400 Fulton Street, em frente ao Golden Gate Park, perto do Haight-Ashbury, que se tornou o escritório e residência comunitária da banda. Bill Laudner foi contratado como empresário de estrada.
Em meados de 1968, o grupo foi fotografado para uma matéria da revista Life sobre "The New Rock", aparecendo na capa da edição de 28 de junho de 1968. Eles realizaram sua primeira grande turnê pela Europa em agosto-setembro de 1968, tocando ao lado do Doors na Holanda, Inglaterra, Alemanha e Suécia. Em um incidente notório em um show em Amsterdã, enquanto o Jefferson Airplane estava tocando "Plastic Fantastic Lover", o vocalista do Doors, Jim Morrison, sob a influência de uma combinação de drogas que os fãs lhe deram, apareceu no palco e começou a dançar "como um cata-vento". Conforme o grupo tocava cada vez mais rápido, Morrison girou descontroladamente até que finalmente caiu sem sentidos no palco aos pés de Balin. Morrison não conseguiu fazer seu set com o Doors e foi hospitalizado; o tecladista Ray Manzarek cantou todos os vocais. Foi também durante esta digressão que Slick e Morrison alegadamente tiveram uma breve relação sexual, descrita em Somebody to Love?, a autobiografia de Slick de 1998.[carece de fontes?]
O quarto LP do Jefferson Airplane, Crown of Creation (lançado em setembro de 1968), foi um sucesso comercial, alcançando a sexta posição na parada de álbuns e recebendo um certificado de ouro. "Lather", de Slick, que abre o álbum, é dito ser sobre seu caso com o baterista Spencer Dryden e seu 30º aniversário. "Triad", uma composição de David Crosby, foi rejeitada pelos Byrds porque eles consideraram seu tema (um ménage à trois) muito "quente". O hino sexual e de comentário social de Slick, "Greasy Heart", foi lançado como single em março de 1968. Algumas faixas gravadas para o LP foram omitidas do álbum, mas foram posteriormente incluídas como faixas bônus, incluindo a colaboração Slick/Frank Zappa "Would You Like a Snack?"[carece de fontes?]
A aparição de Jefferson Airplane no The Smothers Brothers Comedy Hour em outubro de 1968 causou um pequeno rebuliço quando Slick apareceu com o rosto pintado de preto e levantou o punho na saudação do Partido dos Panteras Negras após cantar "Crown of Creation".
Em novembro de 1968, a banda tocou "House at Pooneil Corners" e parte de "Somebody to Love" no telhado do Schuyler Hotel na West 45th Street em Manhattan. Foi filmado para o filme One P.M. da D. A. Pennebaker, a convite do cineasta francês Jean-Luc Godard. Como nenhuma permissão foi obtida, a apresentação foi interrompida pela polícia, assim como ocorreu com o famoso show dos Beatles no telhado cerca de dois meses depois, conforme retratado no documentário Let It Be (1970). Várias pessoas, incluindo Balin e o ator Rip Torn, foram presas.
Em fevereiro de 1969, a RCA lançou o álbum ao vivo "Bless Its Pointed Little Head", uma seleção de apresentações de 1968 no Fillmore West, de 24 a 26 de outubro, e no Fillmore East, de 28 a 30 de novembro. Tornou-se o quarto álbum da banda no Top 20, chegando ao 17º lugar.[carece de fontes?]
Hot Tuna começou durante uma pausa na agenda de turnês do Jefferson Airplane no início de 1969, enquanto Slick se recuperava de uma cirurgia no nódulo da garganta que a deixou incapaz de se apresentar. Kaukonen, Casady, Kantner e o baterista Joey Covington fizeram vários shows em São Francisco, incluindo o clube original do Jefferson Airplane, The Matrix, antes de Jefferson Airplane retomar suas apresentações. Seu repertório inicial era derivado principalmente do material do Jefferson Airplane que Kaukonen (o vocalista da banda) cantava e covers do artista americano de ragtime Jelly Roll Morton e artistas de country blues como Reverend Gary Davis, Bo Carter e Blind Blake. De outubro de 1969 a novembro de 1970, Hot Tuna (incluindo também Balin e, após a saída de Kantner, um dedicado guitarrista base em suas apresentações elétricas até novembro de 1970) se apresentou como banda de abertura do Jefferson Airplane com uma combinação de sets elétricos e acústicos.[carece de fontes?]
Em abril de 1969, começaram as sessões para o próximo álbum do Jefferson Airplane, Volunteers, usando as novas instalações de 16 pistas no Wally Heider Studio em São Francisco. Este provou ser o último álbum da formação clássica do grupo. O lançamento do álbum foi adiado após o conflito da banda com a gravadora sobre o conteúdo de músicas como "We Can Be Together" e o título planejado para o álbum, Volunteers of Amerika, um título derivado da instituição de caridade Volunteers of America, e o termo estava em voga em 1969 como uma expressão irônica de insatisfação com a América. Depois que o grupo de caridade se opôs, o título foi encurtado para Volunteers.
Poucos dias depois da banda ser a atração principal de um show gratuito no Central Park de Nova York em agosto de 1969, eles se apresentaram no que Slick chamou de "música maníaca matinal" no Festival de Woodstock, para o qual o grupo foi acompanhado pelo renomado tecladista britânico Nicky Hopkins. Quando entrevistado sobre Woodstock por Jeff Tamarkin em 1992, Kantner se lembrou com carinho, mas Slick e Dryden não. Imediatamente após sua apresentação em Woodstock, a banda gravou uma aparição no The Dick Cavett Show e tocou algumas músicas. Outros convidados no mesmo episódio foram David Crosby, Stephen Stills e Joni Mitchell.
O novo álbum foi finalmente lançado nos Estados Unidos em novembro de 1969. Ele continuou a sequência de LPs Top 20 do Jefferson Airplane, chegando ao 13º lugar e obtendo uma certificação de ouro da RIAA no início de 1970. Foi seu empreendimento mais político, exibindo a oposição vocal do grupo à Guerra do Vietnã e documentando sua reação à mudança da atmosfera política nos Estados Unidos. As faixas mais conhecidas incluem " Volunteers", "We Can Be Together", "Good Shepherd" e a pós-apocalíptica "Wooden Ships", que Kantner coescreveu com Crosby e Stills, e que Crosby, Stills & Nash também gravaram em seu álbum de estreia.
A RCA levantou objeções à frase "up against the wall, motherfucker!" na letra de "We Can Be Together" de Kantner, mas o grupo conseguiu impedir que fosse censurada no álbum, apontando que a RCA já havia permitido que a palavra ofensiva fosse incluída no álbum do elenco do musical de rock Hair. Além disso, a música tinha o verso "in order to survive, we steal, cheat, lie, forge, fuck, hide and deal", que também foi mantido no álbum. O grupo cantou a música com ambos os versos intactos durante sua aparição no Dick Cavett Show, tornando-se assim as primeiras pessoas conhecidas a pronunciar essas palavras na televisão aberta nacional. Nas letras impressas que acompanhavam o álbum, o verso foi transcrito como "up against the wall fred".
Em dezembro de 1969, o Jefferson Airplane tocou no Altamont Free Concert no Altamont Speedway na Califórnia. Após a retirada do Grateful Dead do programa, eles se tornaram a única banda a se apresentar em todos os três festivais de rock icônicos da década de 1960 - Altamont, Monterey Pop e Woodstock. Liderado pelos Rolling Stones, o show foi marcado pela violência. Balin levou um soco no palco durante uma briga com membros do Hells Angels que haviam sido contratados para atuar como seguranças. O evento se tornou notório pelo esfaqueamento fatal da adolescente Meredith Hunter em frente ao palco pelos Hells Angels depois que ele sacou um revólver durante a apresentação dos Rolling Stones.

### 1970–1974: Declínio e dissolução
Dryden foi demitido da banda em fevereiro de 1970 por votação unânime dos outros membros. Dryden tinha diferenças políticas com a banda e estava passando por um esgotamento após quatro anos no "carrossel ácido". Ele também estava profundamente desiludido com os eventos em Altamont, que, ele mais tarde lembrou, "não parecia um bando de hippies felizes em cores vibrantes. Parecia mais um Hieronymus Bosch em tom sépia". Ele tirou um tempo antes de retornar à música no ano seguinte como substituto de Mickey Hart no New Riders of the Purple Sage. Dryden foi substituído pelo baterista do Hot Tuna, Joey Covington, que já havia contribuído com percussão adicional para o Volunteers e realizado compromissos selecionados com o Jefferson Airplane como segundo baterista em turnê em 1969. Mais tarde naquele ano, a banda foi ainda mais aumentada pela adição do veterano violinista de jazz Papa John Creach, um amigo de Covington que se juntou oficialmente ao Hot Tuna e ao Jefferson Airplane para sua turnê de outono em outubro de 1970.[carece de fontes?]

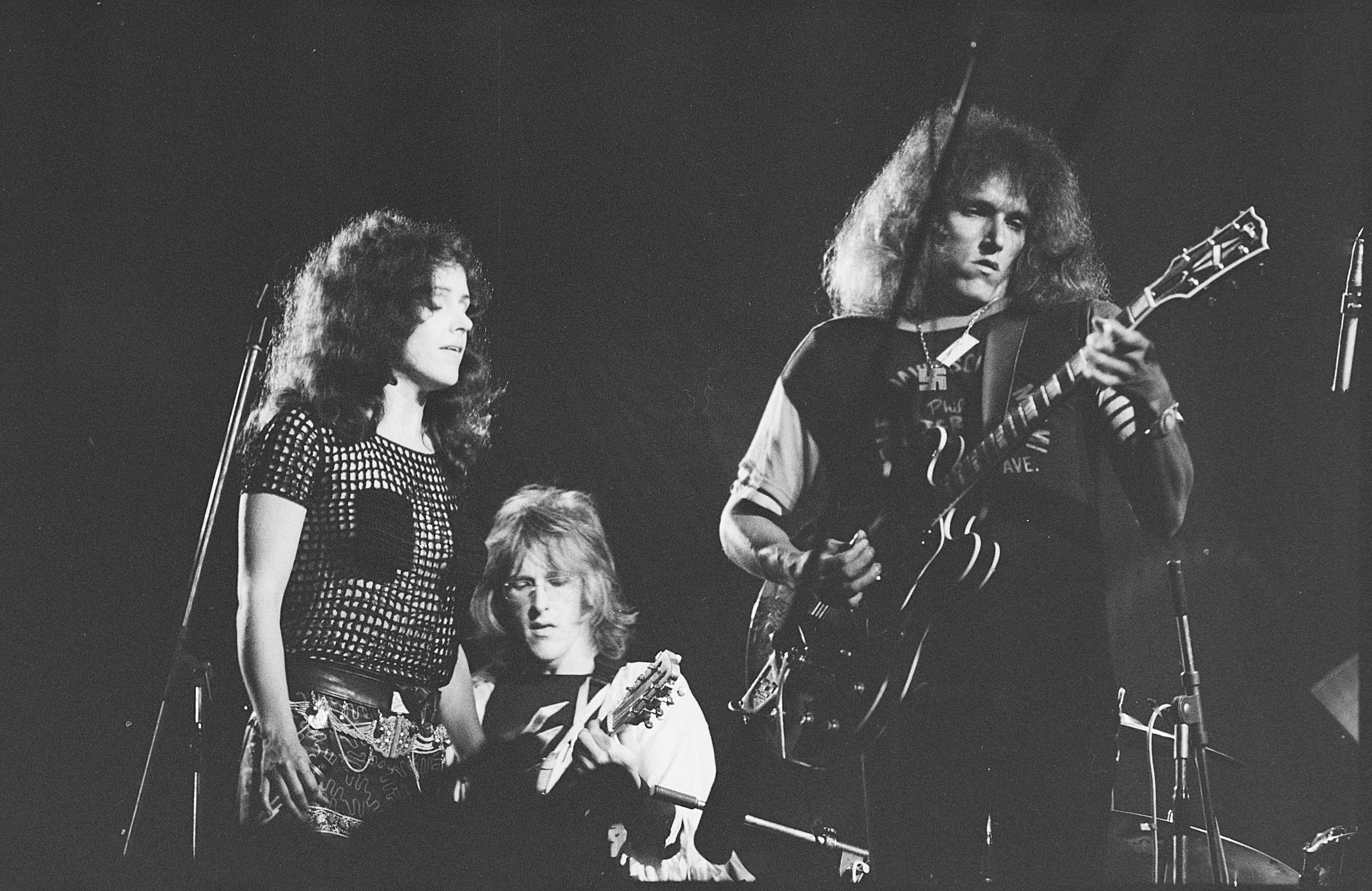
Jefferson Airplane em Kralingen 1970

As turnês continuaram ao longo de 1970, mas as únicas novas gravações do grupo naquele ano foram o single "Mexico", acompanhado do lado B "Have You Seen the Saucers?". "Mexico", de Slick, foi um ataque à Operação Interceptação do presidente Richard Nixon, que havia sido implementada para restringir o fluxo de maconha para os Estados Unidos. "Have You Seen the Saucers" marcou o início dos temas de ficção científica que Kantner explorou em grande parte de seus trabalhos subsequentes, incluindo Blows Against the Empire, seu primeiro álbum solo. Lançado em novembro de 1970 e creditado a "Paul Kantner/Jefferson Starship", esta iteração prototípica do Jefferson Starship (alternativamente conhecida como Planet Earth Rock and Roll Orchestra) incluía Crosby, Graham Nash, os membros do Grateful Dead Jerry Garcia, Bill Kreutzmann e Mickey Hart, o luminar de estúdio Harvey Brooks, David Freiberg, Slick, Covington e Casady. Blows Against the Empire alcançou a posição nº 20 nos Estados Unidos e foi o primeiro álbum de rock indicado ao Prêmio Hugo.[carece de fontes?]
O Jefferson Airplane encerrou 1970 com seu tradicional compromisso no Dia de Ação de Graças no Fillmore East (marcando as apresentações finais do septeto de curta duração da era Creach) e o lançamento de seu primeiro álbum de compilação, The Worst of Jefferson Airplane, que continuou sua sequência ininterrupta de sucesso nas paradas pós-1967, alcançando a posição 12 na parada de álbuns da Billboard.[carece de fontes?]
1971 foi um ano de grandes reviravoltas para a Jefferson Airplane. Slick e Kantner começaram um relacionamento em 1970, e em 25 de janeiro de 1971, nasceu sua filha, China Wing Kantner ("Wing" era o nome de solteira de Slick). O divórcio de Slick de seu primeiro marido havia se tornado oficial recentemente, mas ela e Kantner concordaram que não desejavam se casar.[carece de fontes?]
Em abril de 1971, Balin deixou oficialmente o Jefferson Airplane após se desligar do grupo após a turnê do outono de 1970. Embora tenha permanecido uma parte fundamental das apresentações ao vivo após a mudança da direção criativa da banda, deixando de lado as melancólicas canções de amor, a evolução das panelinhas polarizadas Kantner/Slick e Kaukonen/Casady — agravada por um problema emergente com a bebida — finalmente o deixou como um estranho no grupo. Após a morte traumática de Janis Joplin, ele começou a adotar um estilo de vida mais saudável; os estudos de Balin sobre ioga e a abstinência de drogas e álcool o distanciaram ainda mais dos outros membros do grupo, cujo consumo de drogas continuou inabalável. Isso complicou ainda mais a gravação do sucessor de Volunteers, há muito aguardado; Balin havia recentemente completado várias músicas novas, incluindo "Emergency" e a alongada "You Wear Your Dresses Too Short", com influência de R&B, ambas posteriormente incluídas em lançamentos de arquivo.[carece de fontes?]
Em 13 de maio de 1971, Slick se feriu em um acidente automobilístico quase fatal quando seu carro bateu em um muro em um túnel perto da Ponte Golden Gate, em São Francisco. O acidente aconteceu enquanto ela estava em uma corrida de arrancada com Kaukonen; ambos estavam dirigindo a mais de 160 km/h, e Kaukonen afirma que "salvou sua vida" puxando-a para fora do carro. A recuperação de Slick levou alguns meses, forçando o Airplane a reduzir seus compromissos de turnê. Enquanto isso, Slick gravou uma música cômica ("Never Argue with a German If You're Tired or European Song") sobre o incidente para o novo álbum.[carece de fontes?]
Em setembro de 1971, Bark foi lançado. Com a arte da capa retratando um peixe morto embrulhado em uma sacola de compras estilo A&P, foi o último álbum devido à RCA sob o contrato existente da banda e o lançamento inaugural pelo selo de vaidade da banda, Grunt Records. O empresário Bill Thompson havia fechado um acordo com a RCA para permitir que a Jefferson Airplane administrasse a Grunt Records como bem entendesse, mantendo a distribuição da RCA. O single "Pretty As You Feel", trecho de uma jam mais longa com membros do Santana e com vocais principais de Joey Covington, seu principal compositor, foi o último sucesso da Jefferson Airplane nas paradas, alcançando a posição nº 60 na Billboard e a nº 35 na Cashbox. O álbum subiu para a posição nº 11 na Billboard, acima de Volunteers, Blows Against the Empire e do segundo álbum do Hot Tuna, First Pull Up, Then Pull Down, lançado três meses antes de Bark, em junho.[carece de fontes?]
Apesar do sucesso contínuo da banda, grandes divisões criativas e pessoais persistiram entre as facções Slick-Kantner e Kaukonen-Casady. (A música "Third Week In The Chelsea", de Kaukonen, do álbum Bark, narra os pensamentos que ele tinha sobre deixar a banda.) Esses problemas continuaram a ser exacerbados pelo uso crescente de cocaína pela banda e pelo transtorno de alcoolismo de Slick. Consequentemente, embora a banda tenha tocado em várias datas em agosto para promover o Bark (incluindo dois shows na região metropolitana de Nova York e um show cada em Detroit e Filadélfia), nenhuma turnê foi planejada. Após um show/festa privada em comemoração à formação da Grunt Records no Friends and Relations Hall de São Francisco em setembro, a banda só se reuniria novamente em vários compromissos no Centro-Oeste em janeiro de 1972.[carece de fontes?]
O Jefferson Airplane se manteve unido o suficiente para gravar mais um álbum, Long John Silver, iniciado em abril de 1972 e lançado em julho. Nessa época, os vários membros estavam completamente envolvidos com seus vários projetos solo. Após o lançamento de Sunfighter, de Kantner e Slick, em novembro de 1971, e da estreia solo homônima de Creach em dezembro de 1971, o Hot Tuna lançou seu primeiro álbum de estúdio e terceiro opus, Burgers, em fevereiro de 1972; enquanto isso, Covington mergulhou em vários projetos da Grunt Records, incluindo seu próprio álbum solo, Fat Fandango, lançado em 1973, e as sessões para o álbum de estreia do Black Kangaroo, liderado pelo multi-instrumentista Peter Kaukonen, irmão mais novo de Jorma. Covington foi demitido da banda ou saiu por vontade própria logo após o início das sessões.
Com o baterista do Hot Tuna, Sammy Piazza, substituindo em uma faixa, Covington (que já havia gravado duas partes de bateria) foi logo substituído pelo ex-baterista do Turtles e do CSNY, John Barbata, que tocou na maior parte do álbum. Barbata foi recomendado ao grupo por David Crosby. Long John Silver é notável por sua capa, que se desdobrava em um umidificador, que a foto interna retratava como armazenando charutos (que podem ter sido preenchidos com maconha). Apesar das críticas medianas, o álbum subiu para a 20ª posição nos Estados Unidos, uma colocação significativamente mais alta do que Burgers (nº 68) ou Sunfighter (nº 89).[carece de fontes?]
A banda iniciou uma turnê nacional para promover Long John Silver em 1972, a primeira em quase dois anos. Pouco antes do início da turnê, David Freiberg (que havia cumprido recentemente uma pena de prisão por porte de maconha após deixar o Quicksilver Messenger Service) juntou-se ao grupo como substituto tardio de Balin. A parte da Costa Leste da turnê incluiu um grande show gratuito no Central Park, que atraiu mais de 50.000 pessoas. Eles retornaram à Costa Oeste em setembro, fazendo shows em San Diego, Hollywood, Phoenix e Albuquerque. A turnê culminou em dois shows no Winterland Ballroom, em São Francisco (21 e 22 de setembro), ambos gravados. Ao final do segundo show, o grupo foi acompanhado no palco por Balin, que cantou os vocais principais em "Volunteers" e na última música, "You Wear Your Dresses Too Short".[carece de fontes?]
Os shows em Winterland foram as últimas apresentações ao vivo do Jefferson Airplane[22] até sua reunião em 1989. Um novo álbum ao vivo, Thirty Seconds Over Winterland, foi retirado da turnê e lançado em abril de 1973. Mais tarde naquele ano, Kaukonen e Casady decidiram se concentrar no Hot Tuna como um esforço de tempo integral, efetivamente deixando a banda; no entanto, nenhum anúncio oficial foi divulgado. Em dezembro de 1973, a RCA encerrou os salários da banda, resultando em Freiberg sendo forçado a receber seguro-desemprego para manter o pagamento de sua casa.
Após o fracasso comercial de Baron von Tollbooth & the Chrome Nun (1973; creditado a Kantner, Slick e Freiberg) e Manhole (1974; creditado a Slick), o Jefferson Airplane evoluiu para Jefferson Starship em janeiro de 1974. A formação inicial consistia nos membros restantes do Jefferson Airplane (Kantner, Slick, Freiberg, Barbata, Creach); o baixista Peter Kaukonen (logo substituído pelo multi-instrumentista britânico Pete Sears, um veterano do álbum solo de estreia de Creach e Manhole); e o guitarrista Craig Chaquico, um membro da banda Jack Traylor e Steelwind da Grunt Records que contribuiu para os álbuns solo de Kantner/Slick começando com Sunfighter. Eles se apropriaram do nome de Blows Against the Empire de Kantner, com Bill Thompson convencendo o grupo de que manter a conexão era prudente do ponto de vista comercial. Refletindo a transição, o álbum Dragon Fly, lançado em setembro de 1974, foi creditado a Slick, Kantner e Jefferson Starship.

### Reuniões e outras apresentações, 1989–presente
Após os eventos amargos que resultaram na evolução do Jefferson Starship para Starship em 1984, Kantner se reuniu com Balin (que se juntou ao Jefferson Starship em janeiro de 1975 após uma participação especial no Dragon Fly antes de sair novamente em 1978) e Casady em 1985 para formar a KBC Band. Eles lançaram seu único álbum, KBC Band, em 1986 pela Arista Records. Em 4 de março de 1988, Slick fez uma aparição especial durante uma apresentação do Hot Tuna San Francisco no Fillmore (com Kantner e Creach se juntando), facilitando uma potencial reunião do Jefferson Airplane.[carece de fontes?]
Em 1989, a formação clássica de 1966-70 do Jefferson Airplane se reuniu (com exceção de Dryden) para uma turnê e um álbum. O álbum homônimo foi lançado pela Epic com vendas modestas, mas a turnê que o acompanhou foi considerada um sucesso.
Em 1996, a formação de 1966-70 do Jefferson Airplane foi introduzida no Rock and Roll Hall of Fame, com Balin, Casady, Dryden, Kantner e Kaukonen presentes e se apresentando. Slick estava ausente.
Em 1998, foi produzido e exibido um episódio muito popular do documentário de sucesso Behind the Music, do canal VH1, sobre o Jefferson Airplane, dirigido por Bob Sarles. Os membros da banda Slick, Balin, Kantner, Kaukonen, Casady e Dryden foram entrevistados para o episódio, juntamente com David Crosby, o empresário de longa data do Airplane, Bill Thompson, e China Kantner, filha de Paul Kantner e Grace Slick.[carece de fontes?]
Em 2004, o filme Fly Jefferson Airplane (dirigido por Bob Sarles) foi lançado em DVD. Ele abrange os anos de 1965 a 1972 e inclui entrevistas recentes com os membros da banda e 13 músicas completas.[carece de fontes?]
Kaukonen e Casady se apresentaram no Lockn' Festival de 2015 para comemorar o 50º aniversário do Jefferson Airplane. Eles foram acompanhados por G. E. Smith, Rachael Price, Larry Campbell e Teresa Williams. Em 2016, o Jefferson Airplane recebeu o Grammy Lifetime Achievement Award. Em 2022, o Jefferson Airplane recebeu uma estrela na Calçada da Fama de Hollywood.
Spencer Dryden morreu de câncer de cólon em 11 de janeiro de 2005. Signe Anderson e Paul Kantner morreram em 28 de janeiro de 2016. Marty Balin morreu em 27 de setembro de 2018.

## Estilo e legado
William Ruhlmann, da AllMusic. conferiu o título de "banda psicodélica quintessencial de São Francisco" ao Jefferson Airplane, dizendo que eles "definiram o som de São Francisco nos anos 60". No livro Rock Chronicles, o editor David Roberts avaliou que a banda "alçou voo como a trilha sonora da contracultura americana do final dos anos 60, com sua psicodelia, maconha e protestos anti-Guerra do Vietnã e anti-establishment. [...] De fato, toda a personalidade da banda [foi] infundida com um coquetel potente de maconha, LSD, cocaína e anfetaminas". Além disso, Ruhlmann afirmou que a banda era "uma força definidora no pop antes de se voltar para declarações políticas no final dos anos 60". O som da banda foi descrito como uma "mistura de folk e acid garage", com o trabalho de guitarra de Jorma Kaukonen sendo caracterizado como exibindo sabores de acid rock.